# Dix ans plus tôt
Singles de Michel Sardou
Le Temps des colonies
(1977) La Java de Broadway
(1977)
Pistes de La Java de Broadway
La Java de Broadway Une drôle de danse
Dix ans plus tôt est un slow chanté par Michel Sardou en 1977 et paru sur l'album La Java de Broadway la même année. La chanson, réalisée avec Pierre Billon et Jacques Revaux, connaît un important succès lors de sa sortie et devient rapidement le tube de l'été 1977.

## Genèse
Alors que d'importantes controverses entourent le chanteur à cette époque, en raison de l'album La Vieille (1976) qui entraîne des manifestations de la part de détracteurs avant chaque récital, le dépôt d'une bombe dans la chaufferie de la salle bruxelloise Forest National dans laquelle il doit se produire, Sardou prend, à la fin de cette année 1976, du recul par rapport à ses activités artistiques.
Il revient l'année suivante avec un nouvel album, La Java de Broadway, nettement moins sulfureux et polémique. Dix ans plus tôt en est le premier single. Dans le premier couplet, Sardou explique l'attitude qu'il compte adopter à présent : « S'il y a des mots [...] qui t'ont révoltée, / S'il y a des idées, quelquefois, qui dérangent, / J'en ai qui font danser ».
Ce tube ouvre la voie à une série de grands succès qui seront révélateurs d'une volonté d'apaisement de la part de Michel Sardou. Viendront ensuite, chronologiquement, La Java de Broadway, Comme d'habitude, Je vole, En chantant...

## Réception

### Plus grand succès de toute une carrière
Classé n°3 en France pour l'année 1977, le 45 tours s'est écoulé à plus d'un million d'exemplaires en France.
| Classement (1977-78)                    | Meilleure position |
| --------------------------------------- | ------------------ |
| Belgique (Wallonie Ultratop 50 Singles) | 4                  |
| France (SNEPA)                          | 2                  |
| Québec (Palmarès francophone)           | 12                 |

### Reprises en concert
Michel Sardou place fréquemment la chanson dans ses tours de chant. On la retrouve ainsi sur les albums live suivants : Palais des congrès 78, Palais des congrès 81, Vivant 83, Zénith 2007, Confidences et retrouvailles - Live 2011 et Live 2013 - Les Grands moments à l'Olympia.

## Dans la culture
Sauf indication contraire ou complémentaire, les informations mentionnées dans cette section proviennent du générique de fin de l'œuvre audiovisuelle présentée ici.
- 2012 : Nos plus belles vacances de Philippe Lellouche - bande originale